# Thiên hoàng Kōgen
Thiên hoàng Kōgen (孝元天皇 (Hiếu Nguyên Thiên hoàng) Kōgen-tennō) là vị Thiên hoàng thứ 8 của Nhật Bản theo Danh sách Thiên hoàng truyền thống.

## Truyền thuyết
Không có ngày tháng chắc chắn về cuộc đời và triều đại của vị Thiên hoàng này. Kōgen được các nhà sử học coi là một "Thiên hoàng truyền thuyết" vì thiếu thông tin về ông, mà cũng không thể phủ định được việc một người như thế đã từng tồn tại. Hơn nữa, các học giả chỉ biết than thở rằng, ở thời điểm này, không có đủ các bằng chứng để nghiên cứu và thẩm tra kỹ càng hơn.
Trong Cổ Sự Ký và Nhật Bản Thư Kỷ chỉ có cái tên và phả hệ của ông được ghi lại. Người Nhật theo truyền thống chấp nhận sự tồn tại lịch sử của quốc chủ mình, và một misasagi hay lăng mộ của Thiên hoàng Kōgen hiện vẫn còn; tuy vậy, không có ghi chép đương thời hiện có nào được khám phá có thể xác nhận quan điểm rằng nhân vật lịch sử này đã thực sự làm vua. Ông được coi là người thứ 7 trong số tám Thiên hoàng không có thần thoại nào trực tiếp liên quan đến họ, hay còn gọi là "Khiếm sử bát đại" (欠史八代, Kesshi-hachidai).
Các thế hệ sau này có thể đã tính cả cái tên này vào danh sách các Thiên hoàng Nhật Bản, do đó, biến ông trở thành một vị Thiên hoàng, một trong các quốc chủ đầu tiên và tổ tiên của Hoàng gia Nhật, đã liên tục ngồi trên ngai vàng kể từ thời đó. Nếu ông có thật, vào thời đó, danh xưng tennō (Thiên hoàng) vẫn chưa được sử dụng, và chính thể mà ông có lẽ đã cai trị cũng không bao gồm toàn bộ hay thậm chí là phần lớn Nhật Bản. Trong sử ký bao gồm cả những người tiếp nối ông trong thời kỳ đã có sử, có lý do để kết luận rằng Kōgen, nếu ông tồn tại thật, có thể chỉ là một tù trưởng hay vua của một vùng vào đầu xã hội bộ lạc Yamato.
Nhà sư Jien ghi lại rằng Kōgen là con trai cả của Thiên hoàng Kōrei, và ngự tại điện Sakaihara no miya ở Karu, ngày nay là tỉnh Yamato.
Thụy hiệu của ông là Kōgen (Hiếu Nguyên). Không nghi ngờ gì nữa, cái tên này có dạng Trung Quốc và hàm ý của Phật giáo, nghĩa là nó phải được hợp thức hóa hàng thế kỷ sau thời Thiên hoàng Kōgen, có lẽ là dưới thời huyền thoại về nguồn gốc của nhà Yamato được biên soạn thành sử ký với cái tên Cổ Sự Ký (Kojiki).